# Vale de Mendiz
Vale de Mendiz is een plaats (freguesia) in de Portugese gemeente Alijó en telt 311 inwoners (2001).